# Mietesheim
Mietesheim est une commune française située dans la circonscription administrative du Bas-Rhin et, depuis le 1er janvier 2021, dans le territoire de la Collectivité européenne d'Alsace, en région Grand Est.
Cette commune se trouve dans la région historique et culturelle d'Alsace.

## Géographie

### Localisation
Le village se situe à la lisière de la forêt de Haguenau, dans le nord de l'Alsace.
Le territoire de la commune est limitrophe de ceux de six communes :
|              | Uttenhoffen | Gundershoffen |
| Engwiller    | Miesterheim | Mertzwiller   |
| Bitschhoffen | Haguenau    |               |

### Géologie et relief
La commune se compose de 39,74 hectares de territoires artificialisés (4,68 %), 568,80 hectares de territoires agricoles (66,92 %) et 241,41 hectares de forêts et milieux semi-naturels (28,40 %).
Espaces naturels :
- Un espace protégé Natura 2000 :

Massif forestier de Haguenau,
- Cinq zones naturelles d'intérêt écologique, faunistique et floristique (Znieff) :

Paysage de collines avec vergers du Pays de Hanau,
Massif forestier de Haguenau et ensembles de landes et prairies en lisière,
Vallée de la Zinsel du Nord à Gumbrechtshoffen,
Prés-vergers à Mietesheim et Uttenhoffen,
Zones humides de la Zinsel du Nord, Riedelsmatt, à Mertzwiller.
Il s'agit d'un village du plateau, au relief adouci, du pays de Hanau avec un patrimoine forestier de 237 hectares et d'anciennes mines de fer.

### Hydrographie et les eaux souterraines
Hydrogéologie et climatologie : Système d’information pour la gestion des eaux souterraines du bassin Rhin-Meuse :
Territoire communal : Occupation du sol (Corinne Land Cover); Cours d'eau (BD Carthage),
Géologie : Carte géologique; Coupes géologiques et techniques,
 Hydrogéologie : Masses d'eau souterraine; BD Lisa; Cartes piézométriques.
La commune est dans le bassin versant du Rhin au sein du bassin Rhin-Meuse. Elle est drainée par la Zinsel du Nord,.
La Zinsel du Nord, d'une longueur totale de 43,2 km, prend sa source dans la commune de Mouterhouse et se jette  dans la Moder à Schweighouse-sur-Moder, après avoir traversé douze communes. 

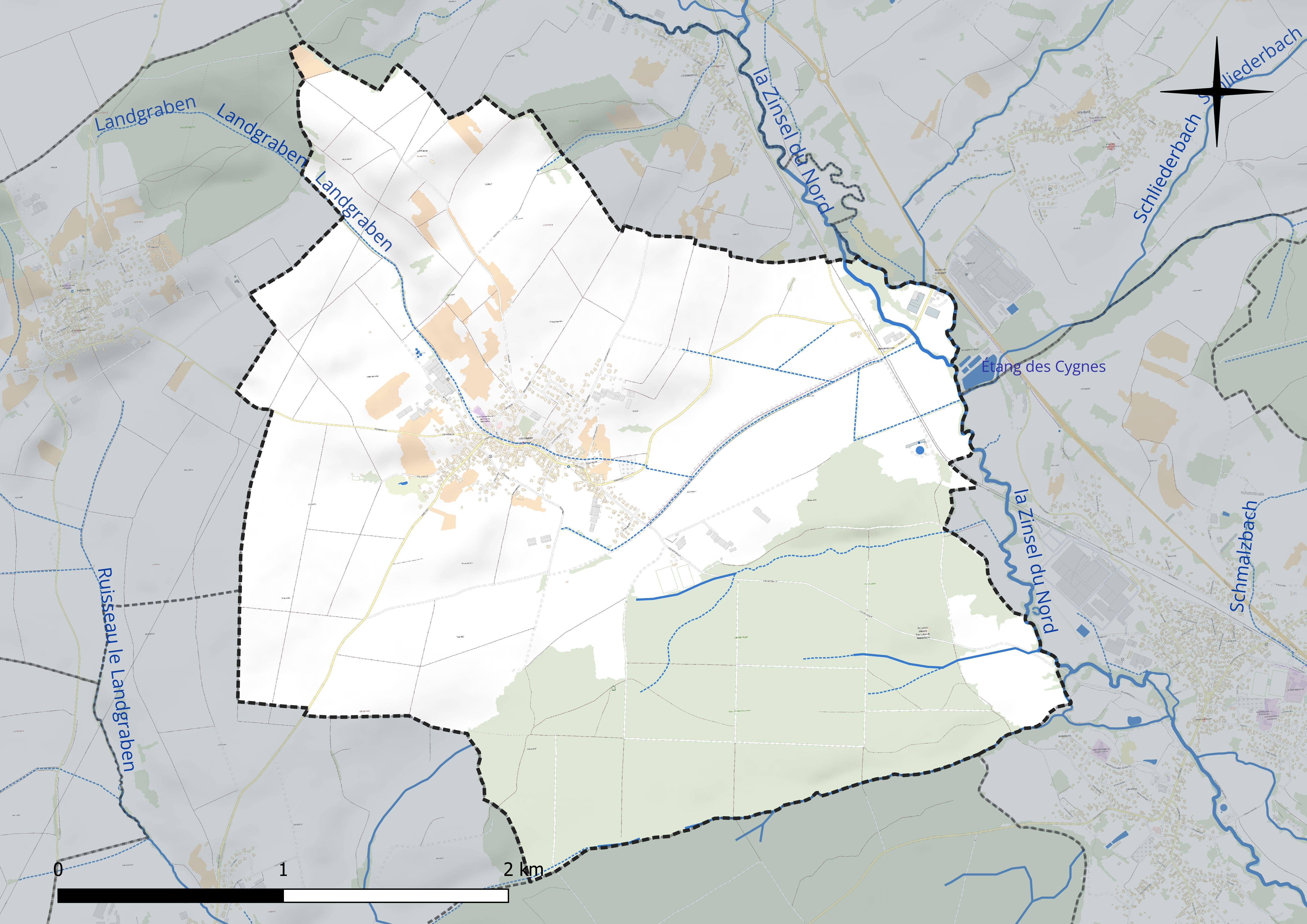
Réseau hydrographique de Mietesheim.

L'étang des Cygnes de Mertzwiller est situé sur la commune limitrophe

#### Gestion et qualité des eaux
Le territoire communal est couvert par le schéma d'aménagement et de gestion des eaux (SAGE) « Moder ». Ce document de planification concerne le bassin versant de la Moder dont le territoire s'étend sur 1 720 km2. Le périmètre a été arrêté le 25 janvier 2006. La commission locale de l'eau a été créée le 12 juillet 2007, puis modifiée le 14 décembre 2021. La structure porteuse de l'élaboration et de la mise en œuvre est le Syndicat des eaux et de l’assainissement Alsace-Moselle (SDEA). 
La qualité des cours d’eau peut être consultée sur un site dédié géré par les agences de l’eau et l’Agence française pour la biodiversité.

### Climat
Pour des articles plus généraux, voir Climat du Grand Est et Climat du Bas-Rhin.
En 2010, le climat de la commune est de type climat des marges montargnardes, selon une étude du Centre national de la recherche scientifique s'appuyant sur une série de données couvrant la période 1971-2000. En 2020, Météo-France publie une typologie des climats de la France métropolitaine dans laquelle la commune est exposée à un climat semi-continental et est dans la région climatique  Vosges, caractérisée par une pluviométrie très élevée (1 500 à 2 000 mm/an) en toutes saisons et un hiver rude (moins de 1 °C).
Pour la période 1971-2000, la température annuelle moyenne est de 10,5 °C, avec une amplitude thermique annuelle de 17,7 °C. Le cumul annuel moyen de précipitations est de 822 mm, avec 10,9 jours de précipitations en janvier et 10,2 jours en juillet. Pour la période 1991-2020, la température moyenne annuelle observée sur la station météorologique de Météo-France la plus proche, « Uhrwiller_sapc », sur la commune de Uhrwiller à 5 km à vol d'oiseau, est de 10,9 °C et le cumul annuel moyen de précipitations est de 740,0 mm. 
La température maximale relevée sur cette station est de 38,7 °C, atteinte le 7 août 2015 ; la température minimale est de −18 °C, atteinte le 20 décembre 2009,,.
Les paramètres climatiques de la commune ont été estimés pour le milieu du siècle (2041-2070) selon différents scénarios d'émission de gaz à effet de serre à partir des nouvelles projections climatiques de référence DRIAS-2020. Ils sont consultables sur un site dédié publié par Météo-France en novembre 2022.

## Urbanisme

### Typologie
Au 1er janvier 2024, Mietesheim est catégorisée bourg rural, selon la nouvelle grille communale de densité à sept niveaux définie par l'Insee en 2022.
Elle est située hors unité urbaine. Par ailleurs la commune fait partie de l'aire d'attraction de Haguenau, dont elle est une commune de la couronne,. Cette aire, qui regroupe 34 communes, est catégorisée dans les aires de 50 000 à moins de 200 000 habitants,.

### Occupation des sols
L'occupation des sols de la commune, telle qu'elle ressort de la base de données européenne d’occupation biophysique des sols Corine Land Cover (CLC), est marquée par l'importance des territoires agricoles (66,6 % en 2018), en diminution par rapport à 1990 (67,8 %). La répartition détaillée en 2018 est la suivante : terres arables (55,5 %), forêts (28,8 %), cultures permanentes (7,1 %), zones urbanisées (4,6 %), prairies (2,3 %), zones agricoles hétérogènes (1,7 %). L'évolution de l’occupation des sols de la commune et de ses infrastructures peut être observée sur les différentes représentations cartographiques du territoire : la carte de Cassini (XVIIIe siècle), la carte d'état-major (1820-1866) et les cartes ou photos aériennes de l'IGN pour la période actuelle (1950 à aujourd'hui).

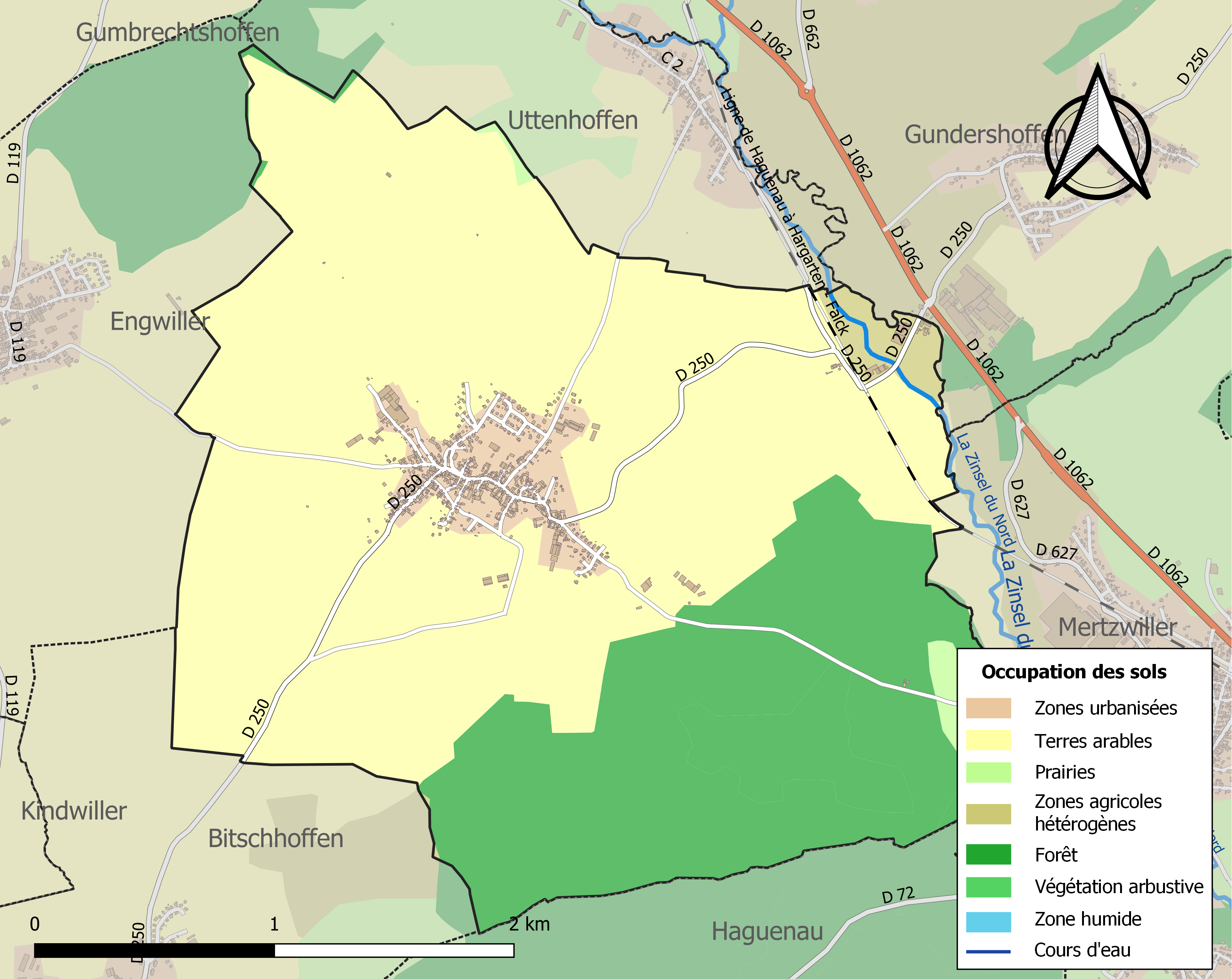
Carte des infrastructures et de l'occupation des sols de la commune en 2018 (CLC).

Commune bénéficiant du plan local d'urbanisme intercommunal du Pays de Niederbronn-les-Bains.

### Voies de communications et transports

#### Voies routières
- D 747 vers Gundershoffen[27],
- D 234 vers Engwiller.
- D 250 > D 1067 >D 627 vers gare de Mertzwiller (4,1 km).

#### Transports en commun

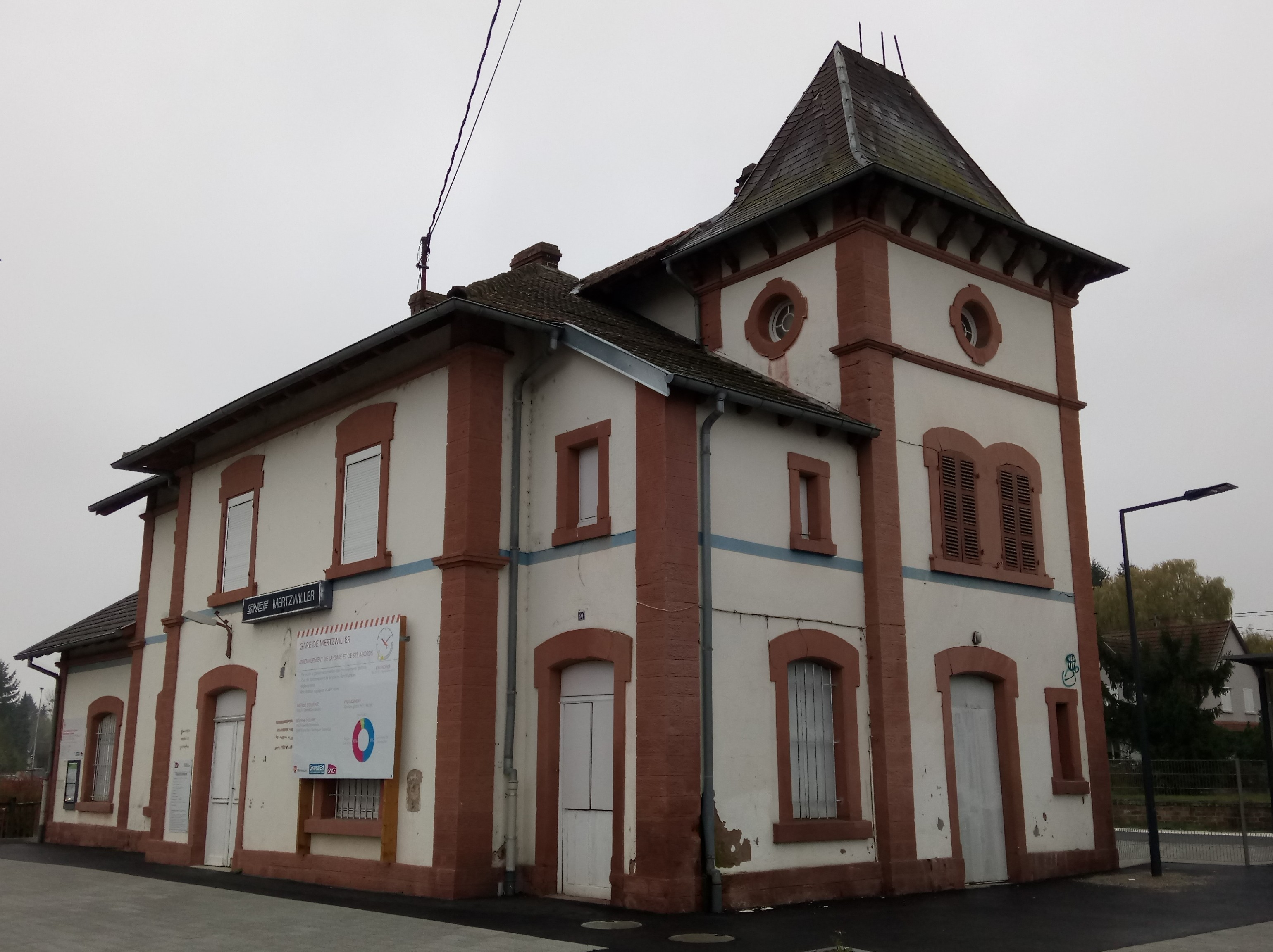
Gare de Mertzwiller.

- Transports en Alsace.
- Fluo Grand Est.

#### SNCF
- Gare de Mertzwiller.
- Gare de Haguenau.

### Risques naturels et technologiques
Commune située dans une zone de sismicité modérée 3.

## Toponymie
Étude historique et linguistique des noms de lieux (toponymie), par Bernard Schmitt, 2003  

## Histoire
Mietesheim apparaît, dès le VIIIe siècle, à l'occasion de donations en faveur de l'abbaye de Wissembourg.
Village impérial, Mietesheim est aux mains des landgraves de Basse-Alsace. Des traces néolithiques et romaines (relief de Mercure) ont été découvertes.
Le village possède de belles maisons à colombages, dont l'une des plus anciennes d'Alsace, datant du XVe siècle.
La bataille de Gundershofen-Mietesheim les 26-27 novembre 1793,.
En 1551, le village échoit aux comtes de Leiningen-Westerburg (famille de Linange).
Les communes de Mietesheim, Bitschhoffen et Mertzwiller ont été libérées par le même bataillon américain de la 36e division d'infanterie, entre le 15 et le 16 mars.

## Politique et administration

### Découpage territorial

#### Commune et intercommunalités
Commune membre de la communauté de communes du Pays de Niederbronn-les-Bains.

### Élections municipales et communautaires

#### Liste des maires
| Période                                  | Période                   | Identité                                      | Étiquette | Qualité                                        |
| ---------------------------------------- | ------------------------- | --------------------------------------------- | --------- | ---------------------------------------------- |
| Les données manquantes sont à compléter. |                           |                                               |           |                                                |
| mars 2001                                | 2014                      | Jacques Diemert                               |           |                                                |
| 2014                                     | En cours (au 31 mai 2020) | Jean-Marie Ott Réélu pour le mandat 2020-2026 |           | Cadre administratif et commercial d'entreprise |

### Budget et fiscalité 2023

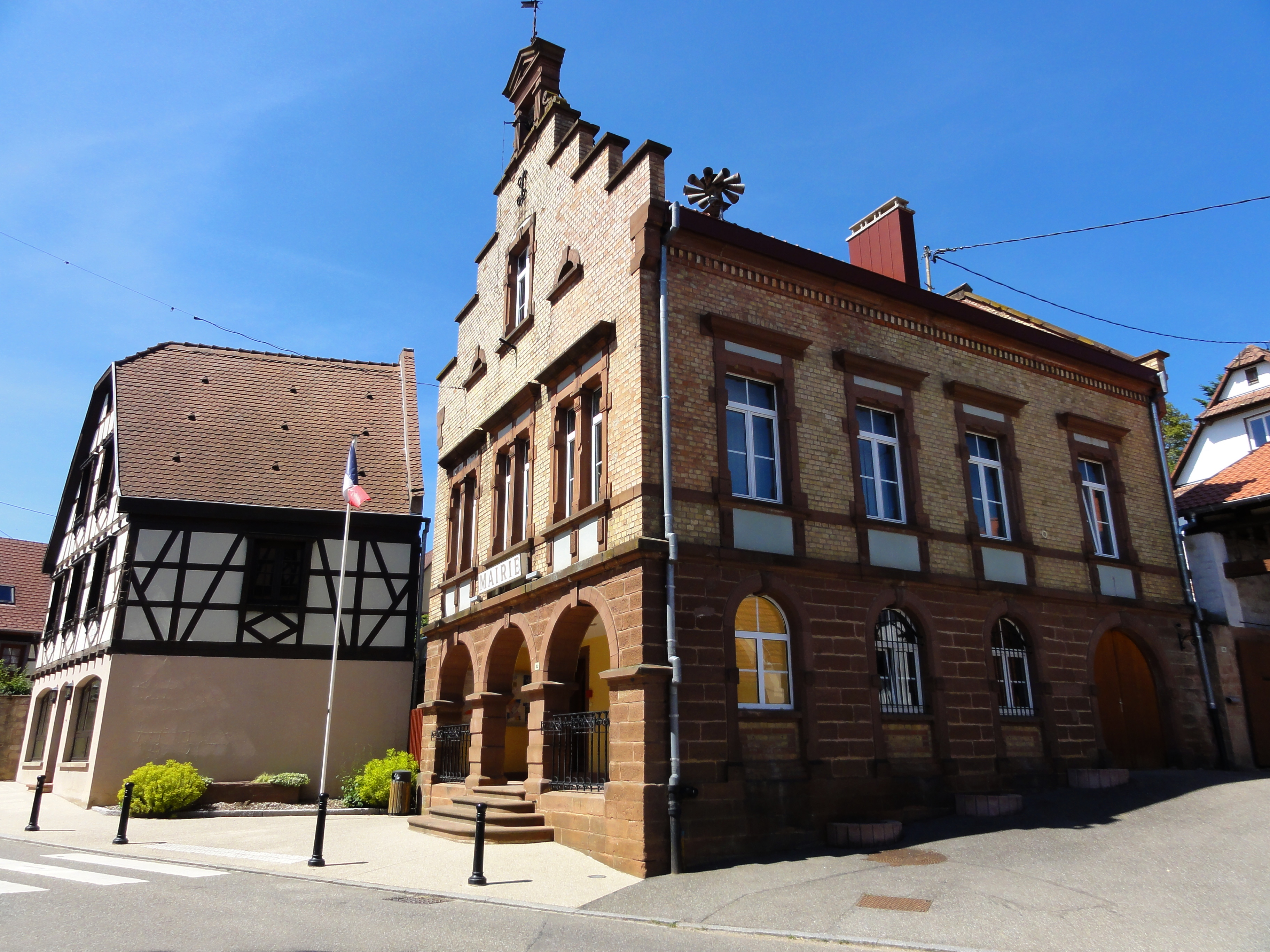
Mairie.

En 2023, le budget de la commune était constitué ainsi :
- total des produits de fonctionnement : 539 000 €, soit 789 € par habitant ;
- total des charges de fonctionnement : 395 000 €, soit 579 € par habitant ;
- total des ressources d'investissement : 341 000 €, soit 499 € par habitant ;
- total des emplois d'investissement : 318 000 €, soit 466 € par habitant ;
- endettement : 1 271 000 €, soit 1 861 € par habitant.

Avec les taux de fiscalité suivants :
- taxe d'habitation : 10,28 % ;
- taxe foncière sur les propriétés bâties : 23,53 % ;
- taxe foncière sur les propriétés non bâties : 43,84 % ;
- taxe additionnelle à la taxe foncière sur les propriétés non bâties : 0,00 % ;
- cotisation foncière des entreprises : 0,00 %.

Chiffres clés Revenus et pauvreté des ménages en 2021 : médiane en 2021 du revenu disponible, par unité de consommation : 26 030 €.

## Équipements et services publics

### Enseignement
Établissements d'enseignements :

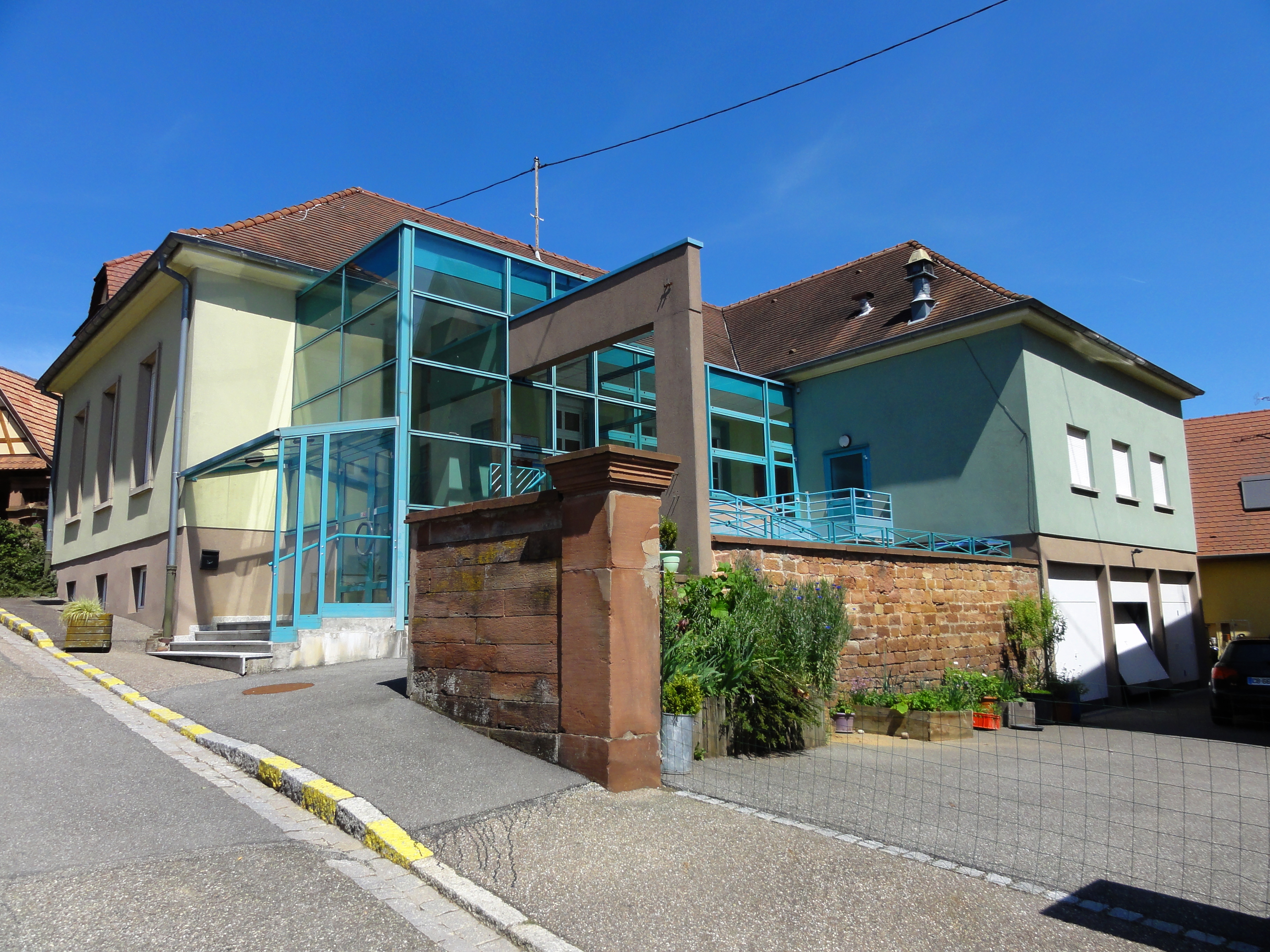
École (XIXe siècle, extension XXe siècle).

- École maternelle et primaire[38],[39],
- Collèges à Mertzwiller, Val-de-Moder, Reichshoffen,
- Lycées à Walbourg, Haguenau.

### Santé
Professionnels et établissements de santé :
- Médecins à Gundershoffen, Mertzwiller,
- Pharmacies à Gundershoffen, Mertzwiller,
- Hôpitaux à Niederbronn-les-Bains, Goersdorf, Haguenau.

## Population et société

### Démographie

#### Évolution démographique
L'évolution du nombre d'habitants est connue à travers les recensements de la population effectués dans la commune depuis 1793. Pour les communes de moins de 10 000 habitants, une enquête de recensement portant sur toute la population est réalisée tous les cinq ans, les populations de référence des années intermédiaires étant quant à elles estimées par interpolation ou extrapolation. Pour la commune, le premier recensement exhaustif entrant dans le cadre du nouveau dispositif a été réalisé en 2008.

En 2022, la commune comptait 669 habitants, en stagnation par rapport à 2016 (Bas-Rhin : +3,17 %, France hors Mayotte : +2,11 %).
| 1793 | 1800 | 1806 | 1821 | 1831 | 1836 | 1841 | 1846 | 1851 |
| ---- | ---- | ---- | ---- | ---- | ---- | ---- | ---- | ---- |
| 531  | 564  | 655  | 638  | 740  | 766  | 709  | 695  | 672  |

| 1856 | 1861 | 1866 | 1871 | 1875 | 1880 | 1885 | 1890 | 1895 |
| ---- | ---- | ---- | ---- | ---- | ---- | ---- | ---- | ---- |
| 679  | 682  | 728  | 736  | 716  | 698  | 689  | 678  | 699  |

| 1900 | 1905 | 1910 | 1921 | 1926 | 1931 | 1936 | 1946 | 1954 |
| ---- | ---- | ---- | ---- | ---- | ---- | ---- | ---- | ---- |
| 692  | 666  | 667  | 627  | 617  | 617  | 574  | 570  | 577  |

| 1962 | 1968 | 1975 | 1982 | 1990 | 1999 | 2006 | 2008 | 2013 |
| ---- | ---- | ---- | ---- | ---- | ---- | ---- | ---- | ---- |
| 571  | 586  | 562  | 525  | 538  | 554  | 617  | 635  | 648  |

| 2018 | 2022 | - | - | - | - | - | - | - |
| ---- | ---- | - | - | - | - | - | - | - |
| 670  | 669  | - | - | - | - | - | - | - |

### Cultes
En 1807, les confessions religieuses principales sont : catholique (4 %) et luthérienne (95 %).
Mietesheim est l'une des quelque 50 localités d'Alsace dotées d'une église simultanée.

## Économie

### Entreprises et commerces

#### Agriculture

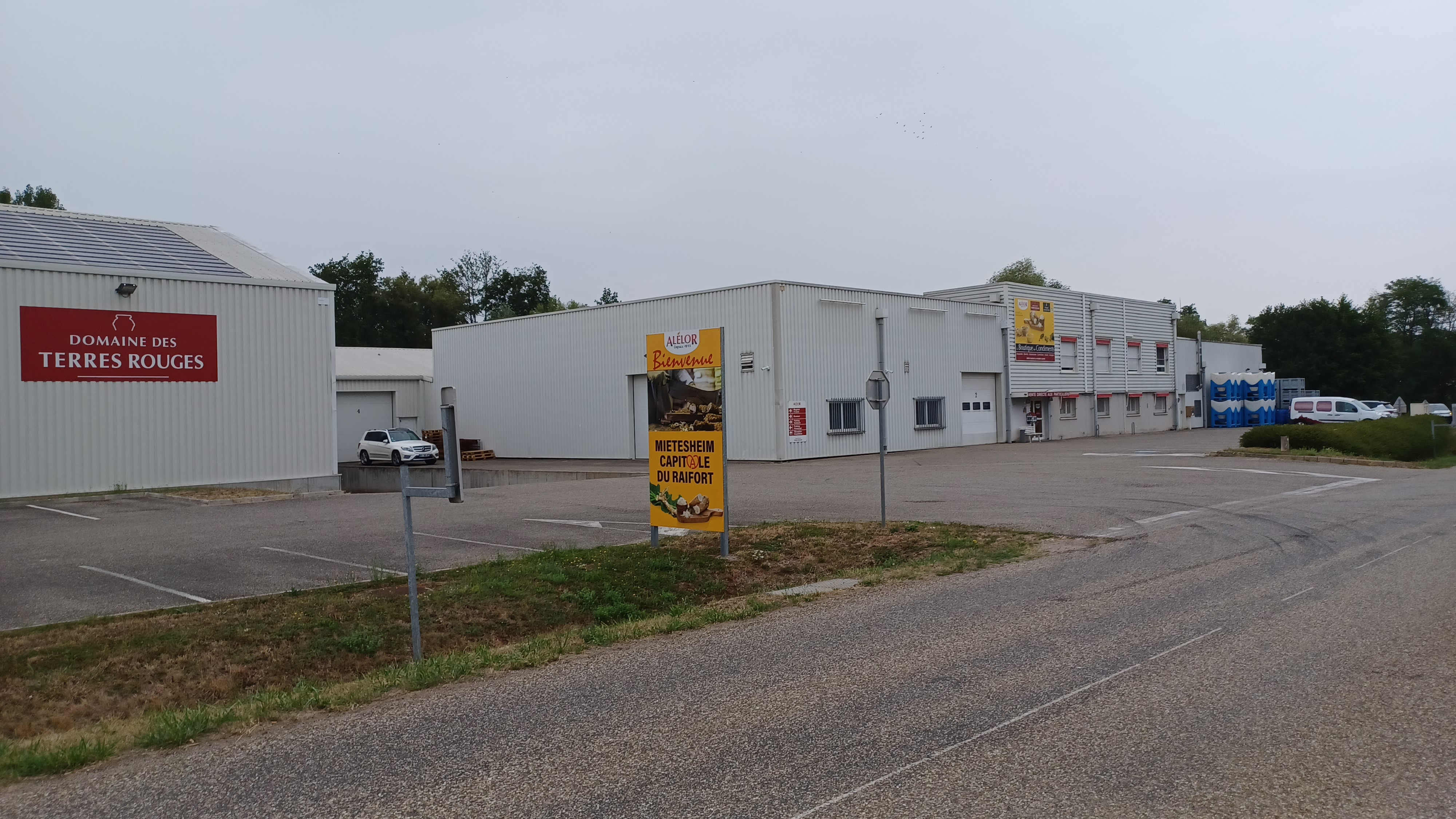
Domaine des Terres rouges Alélor.

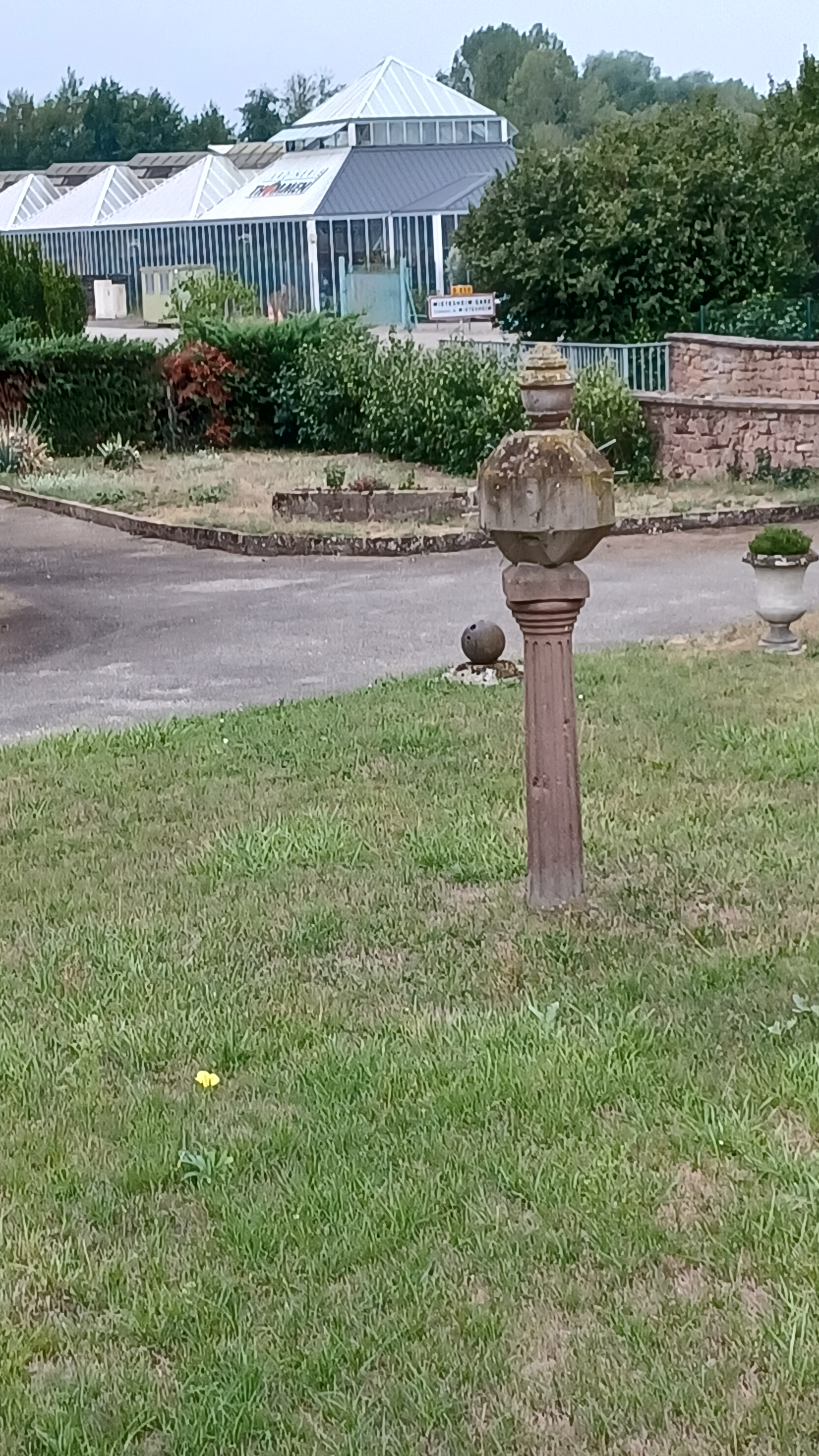
Horloge solaire vue sur Jardinerie Tommen.

- Culture du raifort : Le raifort (au XVe siècle, « raiz fort », signifie « racine forte »), de la famille des crucifères, est une plante apparentée à la moutarde dont l'origine française se trouve en Alsace, à Mietesheim.

En 1956, Georges Urban et Marguerite Schmidt, deux enfants d'agriculteurs du village, décident de créer un atelier de fabrication de raifort. L'essentiel de leur clientèle se composait alors de citadins car, à ce moment-là, la plupart des paysans râpaient eux-mêmes leur raifort.
La fabrication, quant à elle, était concentrée sur les mois d'hiver. Un vieux dicton l'affirmait : Pendant les mois sans « r », le raifort est amer.
Les progrès techniques ont permis de contourner ce handicap : dès le printemps, les racines sont stockées dans des installations frigorifiques pour être transformées durant l'été.
Quelques années plus tard, l'entreprise est nommée Raifalsa. Sa seule concurrence est étrangère. En 2014, Alélor-Raifalsa traite 171 tonnes de racines par an. Les agriculteurs alsaciens, treize au total, ne suffisent pas à assurer son approvisionnement. En effet, la production locale se limite à quelque 70 tonnes sur une superficie totale de huit hectares. Aussi l'usine est-elle obligée d'importer une centaine de tonnes du Pays de Bade et de Hongrie.
- Domaine des terres rouges[48].
- Culture et élevage associés.
- Jardinerie Thommen, entreprise familiale alsacienne depuis 1757[49].
- Association des Arboriculteurs[50].

#### Tourisme
- Gîtes de France[51].
- Restaurant [52].
- Hôtels, restaurants à Gumbrechtshoffen, Gundershoffen, Pfaffenhoffen.

#### Commerces
Commerces et services de proximité:
- à Gundershoffen, Mertzwiller, Reischshoffen...
- Magasin d'usine Alélor[53], fabrique de moutarde douce en Alsace et entreprise française de transformation de racines de raifort.

## Culture locale et patrimoine

### Lieux et monuments

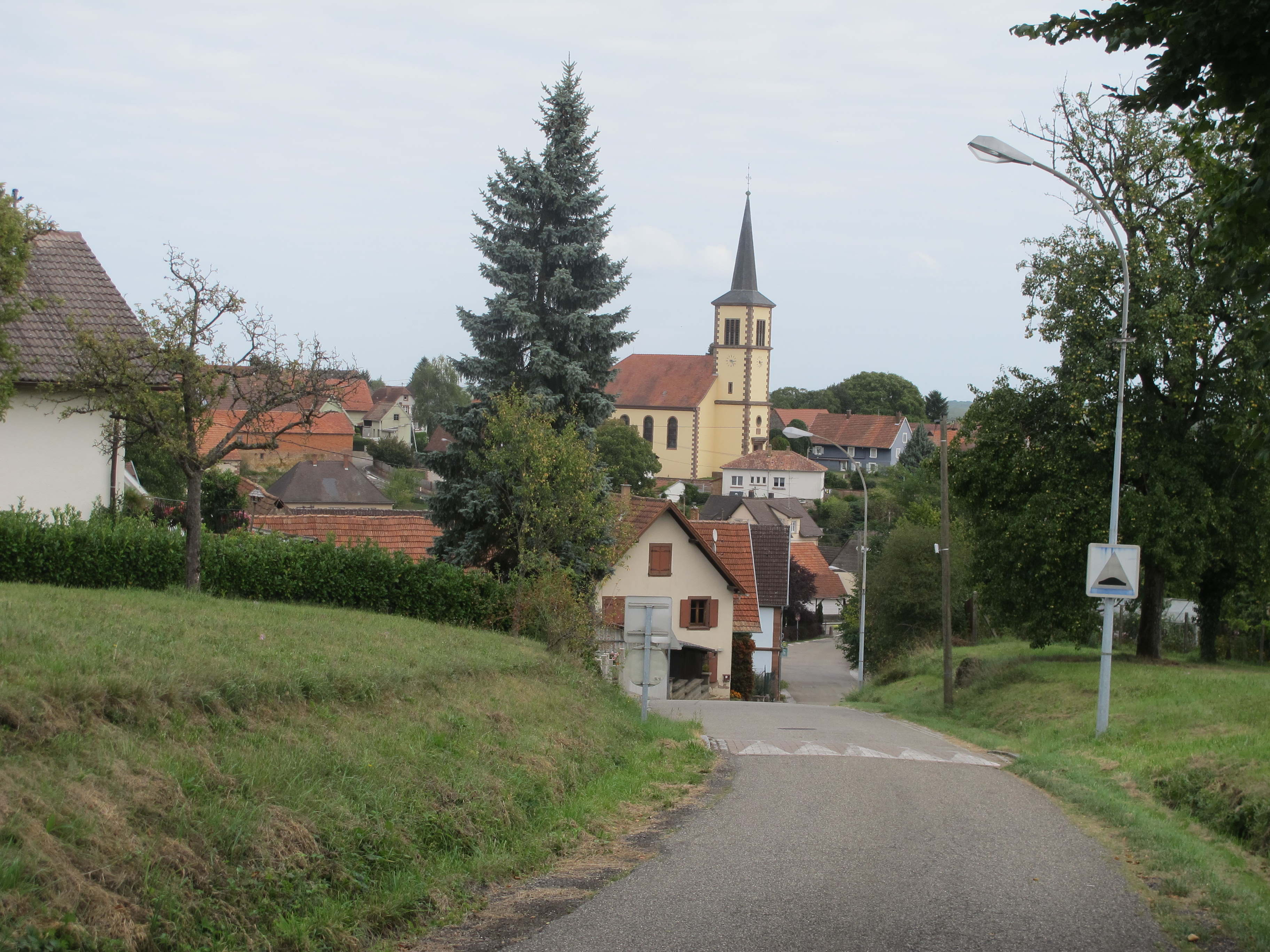
Vue du village.
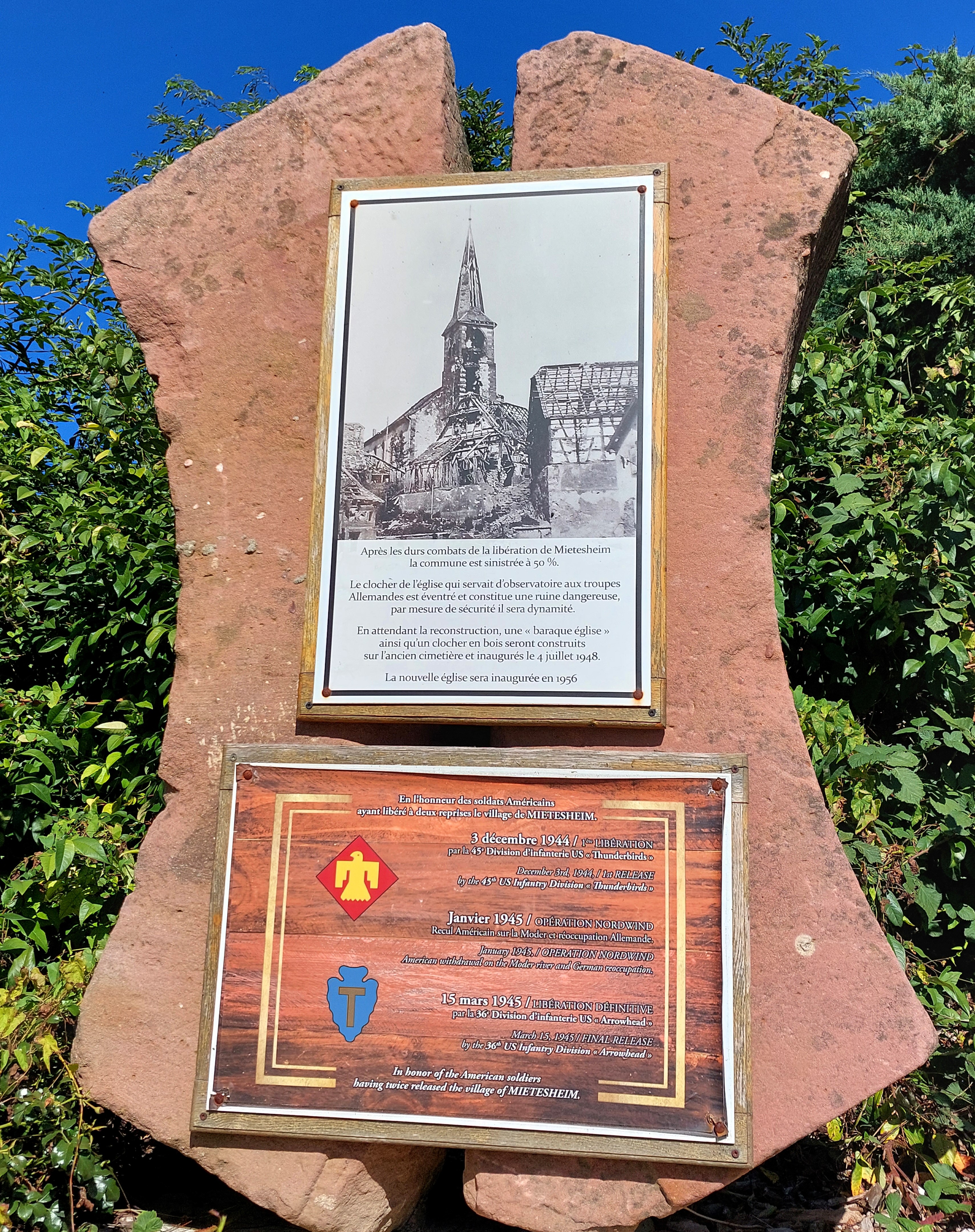
Mémorial Libération de Mietesheim en 1944-45.
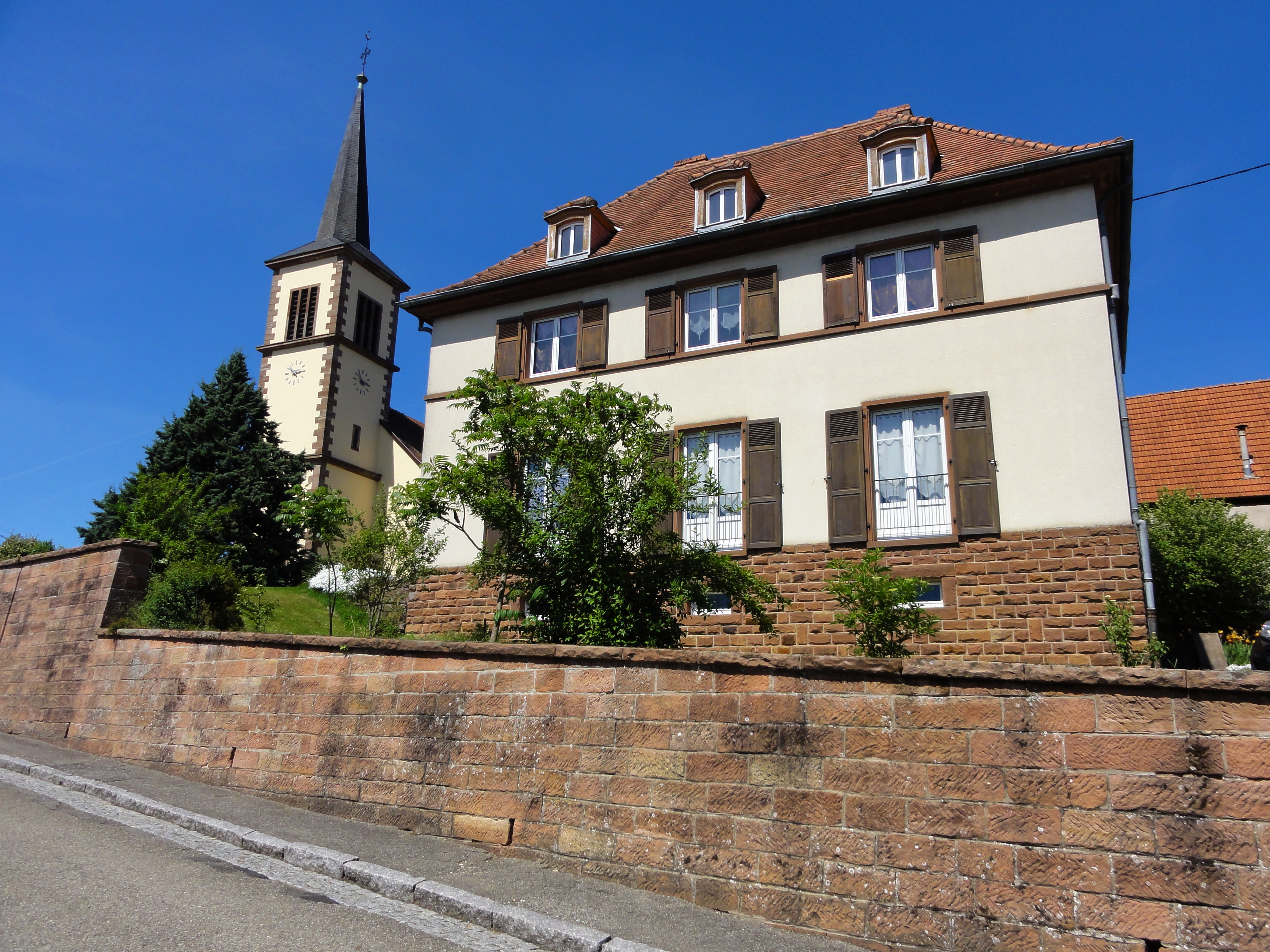
Presbytère.
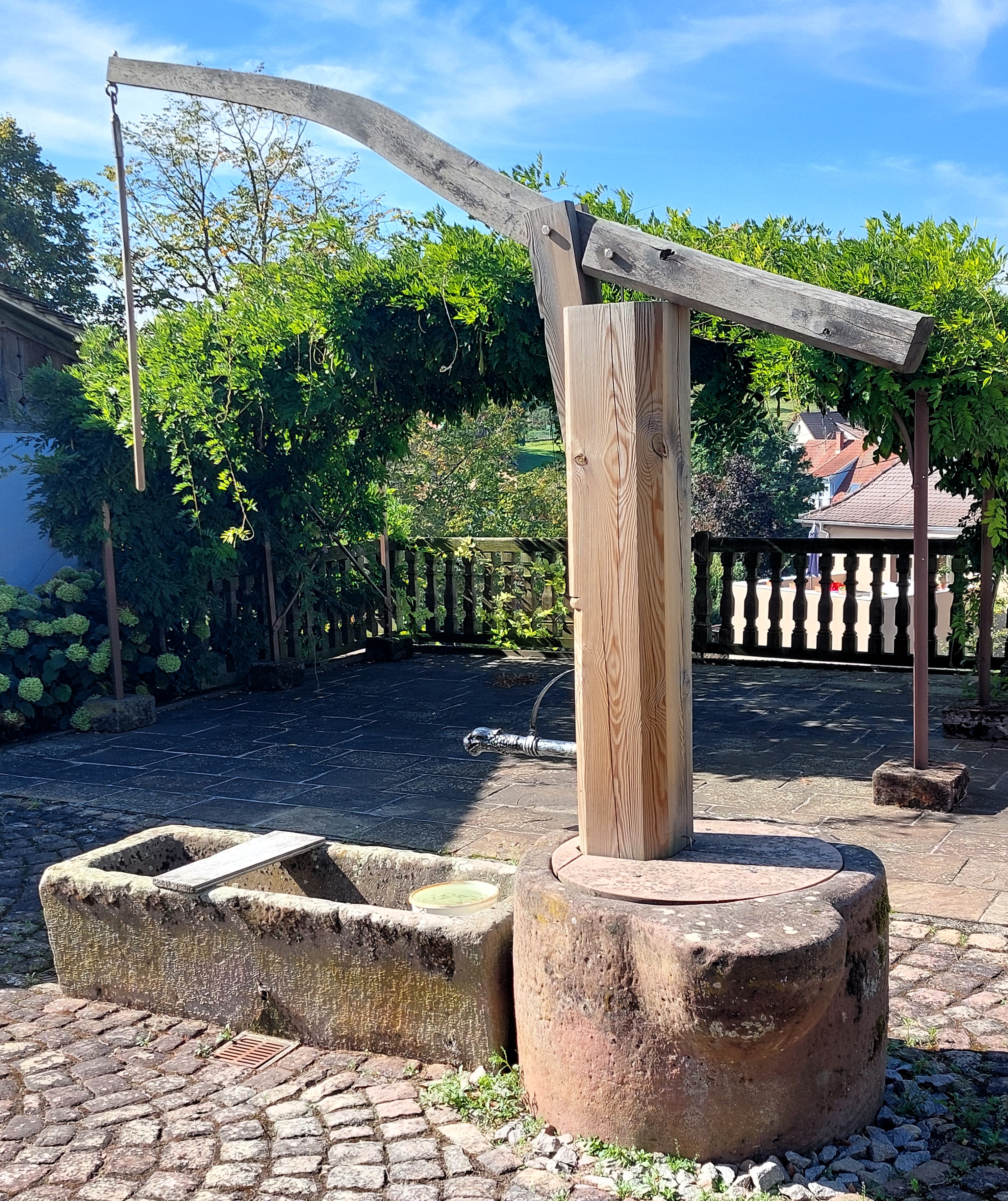
Puits à balancier.

- Le temple, ancienne église Saint-Georges (simultanéum depuis 1684) est, après la destruction de l'ancien bâtiment lors des bombardements de 1945 entièrement reconstruit en 1948[54]. Il sert au culte catholique une fois par an[55],[56].

Orgue Georges Schwenkedel, 1956,.
- Cimetière[59].
- Patrimoine rural recensé par le service régional de l'Inventaire général du patrimoine culturel[60],[61].

Maisons à colombage.
- Mairie[63].
- Monument aux morts[64] : conflits commémorés : Guerre franco-allemande 1914-1918 - 1939-1945[65].
- Puits à balancier.

### Héraldique
| Blason de Mietesheim | Blason  | D'azur à l'écusson d'argent chargé d'une croix de gueules. Autre blasonnement : « D'azur, chargé en cœur d'un écusson d'argent à la croix de gueules. ». |
| Blason de Mietesheim | Détails | |